# Буковецкий, Евгений Иосифович
Евгений Иосифович Буковецкий (5 [17] декабря 1866, Одесса, Херсонская губерния — 27 июля 1948, Одесса) — украинский художник-портретист.

## Биография
Родился в семье известного и богатого предпринимателя Иосифа Буковецкого. Окончил Одесское реальное училище Св. Петра и Павла, а также Рисовальную школу одесского общества изящных искусств, где обучался у преподавателей Г. А. Ладыженского и К. К. Костанди. Затем, проучившись один год в Императорской Академии художеств, Буковецкий путешествовал по Европе, посещая музеи в Париже и Мюнхене и обучаясь живописи у западных мастеров, в частности в Академии Жюлиана в Париже.
В Одессу он вернулся в 1891 году и с этих пор постоянно участвовал в выставках южнорусских художников. С начала 1890-х годов художник участвовал в выставках передвижников в Москве и Петербурге. В 1894 году вместе с П. А. Нилусом стал автором устава Товарищества южнорусских художников. Одновременно, унаследовав отцовское дело, занимался предпринимательской деятельностью — в 1890-х годах владел банями и гостиницей на Княжеской улице, рестораном и гостиницей на Торговой улице. 

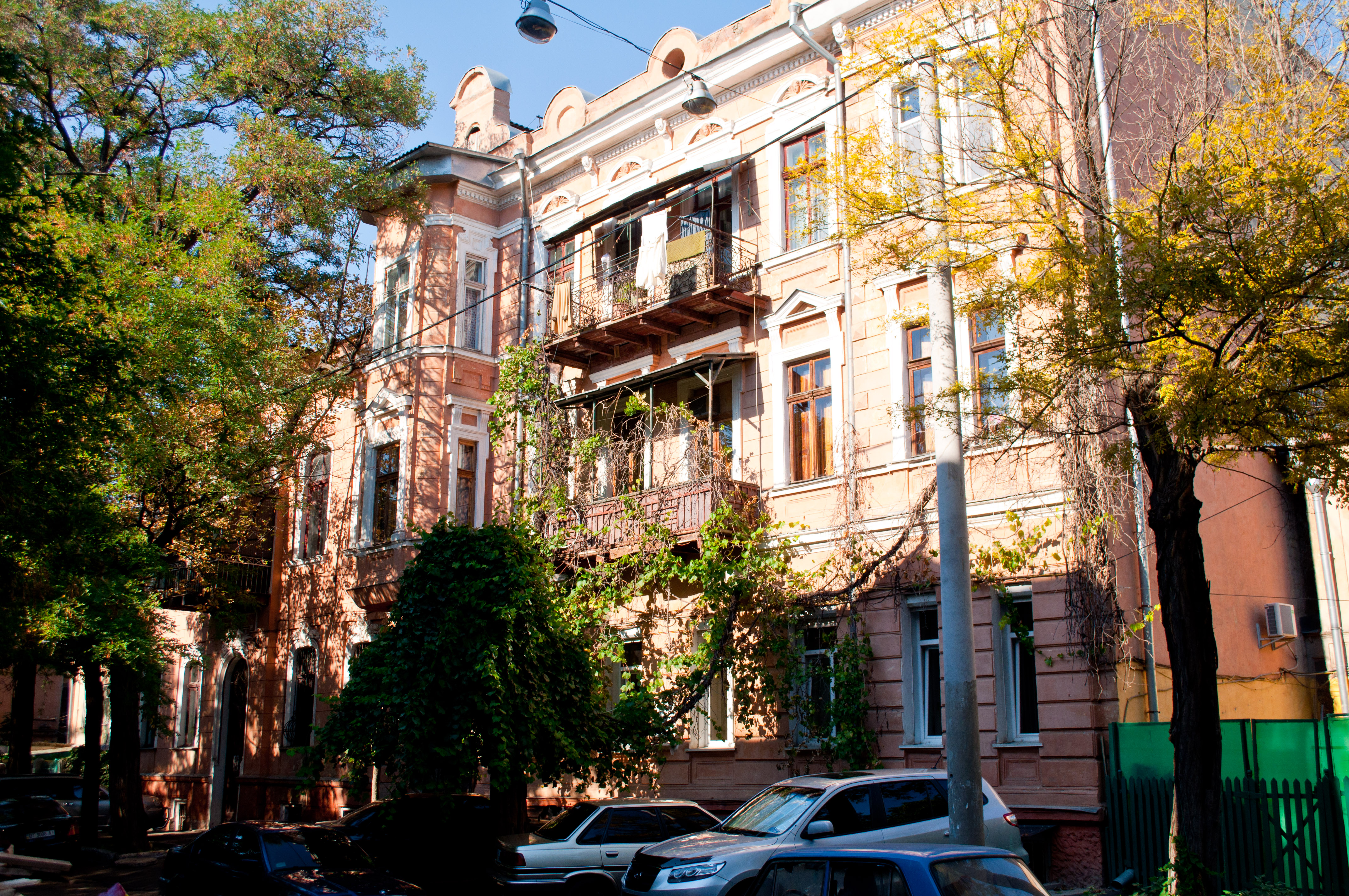
Княжеская улица, 27

В 1919 году в своем доме на ул. Княжеской, 27 Буковецкий открыл художественную студию, недолго просуществовавшую. А в 1920-е годы он стал одним из инициаторов создания художественного Общества им. К. Костанди.
В 1937 году начал преподавать в Одесском художественном училище.
Умер 27 июля 1948 года. Похоронен на Втором Христианском кладбище Одессы.

### Семья
- Первым браком Евгений Буковецкий был женат на Вере Прокудиной, эмигрировавшей в 1917 году во Францию вместе с дочерью Ириной Евгеньевной Буковецкой.
- Второй женой художника в 1923 году стала Александра Митрофановна Алексеева. После смерти мужа Александра Митрофановна жила в особняке на Княжеской, 27; хранила богатейшее наследие и архив своего супруга до своей смерти в 1956 году.

## Труды
Работы Буковецкого представлены в Одесском, Херсонском, Запорожском и Винницком художественных музеях, Национальном художественном музее Украины и ряде частных собраний.

## Известные ученики
1.  Лукин, Сергей Иванович - советский художник  жанровых картин в стиле Соцреализма, критического реализма и исторического реализма в изобразительном искусстве, живописец пейзажей и портретов в реалистической манере. 